# Colonia Jardines de María Lombardo de Caso
Colonia Jardines de María Lombardo de Caso är en ort i Mexiko.   Den ligger i kommunen San Juan Cotzocón och delstaten Oaxaca, i den sydöstra delen av landet, 500 km sydost om huvudstaden Mexico City. Colonia Jardines de María Lombardo de Caso ligger 112 meter över havet och antalet invånare är 117.
Terrängen runt Colonia Jardines de María Lombardo de Caso är platt. Runt Colonia Jardines de María Lombardo de Caso är det glesbefolkat, med 14 invånare per kvadratkilometer. Närmaste större samhälle är San Felipe Cihualtepec, 7,5 km nordost om Colonia Jardines de María Lombardo de Caso. Omgivningarna runt Colonia Jardines de María Lombardo de Caso är en mosaik av jordbruksmark och naturlig växtlighet.